# Patrington Haven
Patrington Haven – osada w Anglii, w hrabstwie East Riding of Yorkshire. Leży 22 km na wschód od miasta Hull i 241 km na północ od Londynu.